# José Domingo Pumarejo
José Domingo Pumarejo Daza (San Juan del Cesar, 1793-Santa Marta, 1868) fue un hacendado, empresario y político colombiano, miembro fundador del Partido Conservador Colombiano.
Pumarejo destacó como empresario local, amasando una considerable fortuna gracias a las actividades ganaderas, y siendo el patriarca de un poderoso clan familiar de la costa caribe colombiana. Fue uno de los electores de José Hilario López como presidente de Colombia.

## Familia
José Domingo Pumarejo era hijo de los vascos Juan Manuel Pumarejo y Casuso, y Rosa María Daza y Bolaños, siendo el primero de tres hijos. Su hermano era Juan Manuel Pumarejo y sus medio hermanos, Manuel José, José Antonio, y Manuel Josefa Pumarejo Mojica.
Pumarejo se convirtió en el patriarca de la prestigiosa familia costeña de los Pumarejo. En primeras nupcias se casó con Marcelina Daza Daza, pariente suya. Quedando viudo en 1829, se casó con Ciriaca Quirós Daza, sobrina de su primera esposa, con quien tuvo numerosa descendenciaː sus hijos eran Rosa Andrea, Sinforoso, Urbano, Manuel de Jesús, José Domingo II, Josefa Antonia, Isabel María y María Josefa Pumarejo Quirós. Su segundo y tercer hijos, fueron cada uno, cabezas de las ramas familiares conocidas en la actualidad.
Por un lado Sinforoso "Polocho" Pumarejo, contrajo matrimonio con Josefa Cotés Oñate, con quien tuvo a Rosario Pumarejo, la esposa del empresario Pedro Aquilino López, el padre de Alfonso (de quien desciende Alfonso López Michelsen), Miguel y Eduardo López Pumarejo.
Por otro lado, Urbano (quien se afilió al liberalismo, pese a la trayectoria conservadora de José Domingo), casado con Beatriz Vengeoechea, era el padre del abogado Alberto Pumarejo, abuelo del político Jaime Pumarejo y del empresario Julio Mario Santodomingo (sobrino de Alberto Pumarejo), y padre del también político Alberto Mario Pumarejo (el padre de Jaime).
Su hija mayor, Rosa Andrea, se casó con el británico de ascendencia colombiana Manuel Dávila García, con quien tuvo al político y empresario José Domingo Dávila, padre a su vez de Olga Dávila de Koppel, segunda esposa de Alfonso López tras la muerte de su primera esposa María Michelsen Lombana. Otra de las hijas de Pumarejo, Isabel María, fue la madre de Isabel Smith Pumarejo, segunda esposa de Pedro A. López, tras la muerte de Rosario en 1894.
Josefa Pumarejo, su hija menor, se casó con el hacendado español Joaquín de Mier Rovira, en cuya casa se criaron los hermanos Pumarejo Quirós tras la muerte del padre de estos, "Polocho" Pumarejo, cuñado de Joaquín por ser hermano de Josefa. De Mier también era conocido por haberle prestado un servicio al expresidente Simón Bolívar durante su viaje por Santa Marta, la quinta donde terminaría muriendo en diciembre de 1830.